# Bicton Castle Mound
Bicton Castle Mound är ett slott i Storbritannien.   Det ligger i grevskapet Shropshire i riksdelen England, i den södra delen av landet, 220 km nordväst om huvudstaden London. Bicton Castle Mound ligger 199 meter över havet.
Terrängen runt Bicton Castle Mound är kuperad åt sydväst, men åt nordost är den platt. Bicton Castle Mound ligger nere i en dal. Runt Bicton Castle Mound är det ganska tätbefolkat, med 70 invånare per kvadratkilometer. Närmaste större samhälle är Newtown, 19,3 km nordväst om Bicton Castle Mound. Trakten runt Bicton Castle Mound består i huvudsak av gräsmarker.